# Lilia Paredes
Lilia Ulcida Paredes Navarro (Tacabamba, 23 de abril de 1973) es una maestra peruana que fue primera dama del Perú de 2021 a 2022 por ser la esposa del expresidente Pedro Castillo.

## Biografía
Lilia Ulcida nació el 23 de abril de 1973, en la localidad peruana de Tacabamba, provincia de Chota. 
Es maestra rural con grado de bachiller en Educación. Tiene una maestría en Psicología Educativa. También es tejedora, artesana y ganadera.

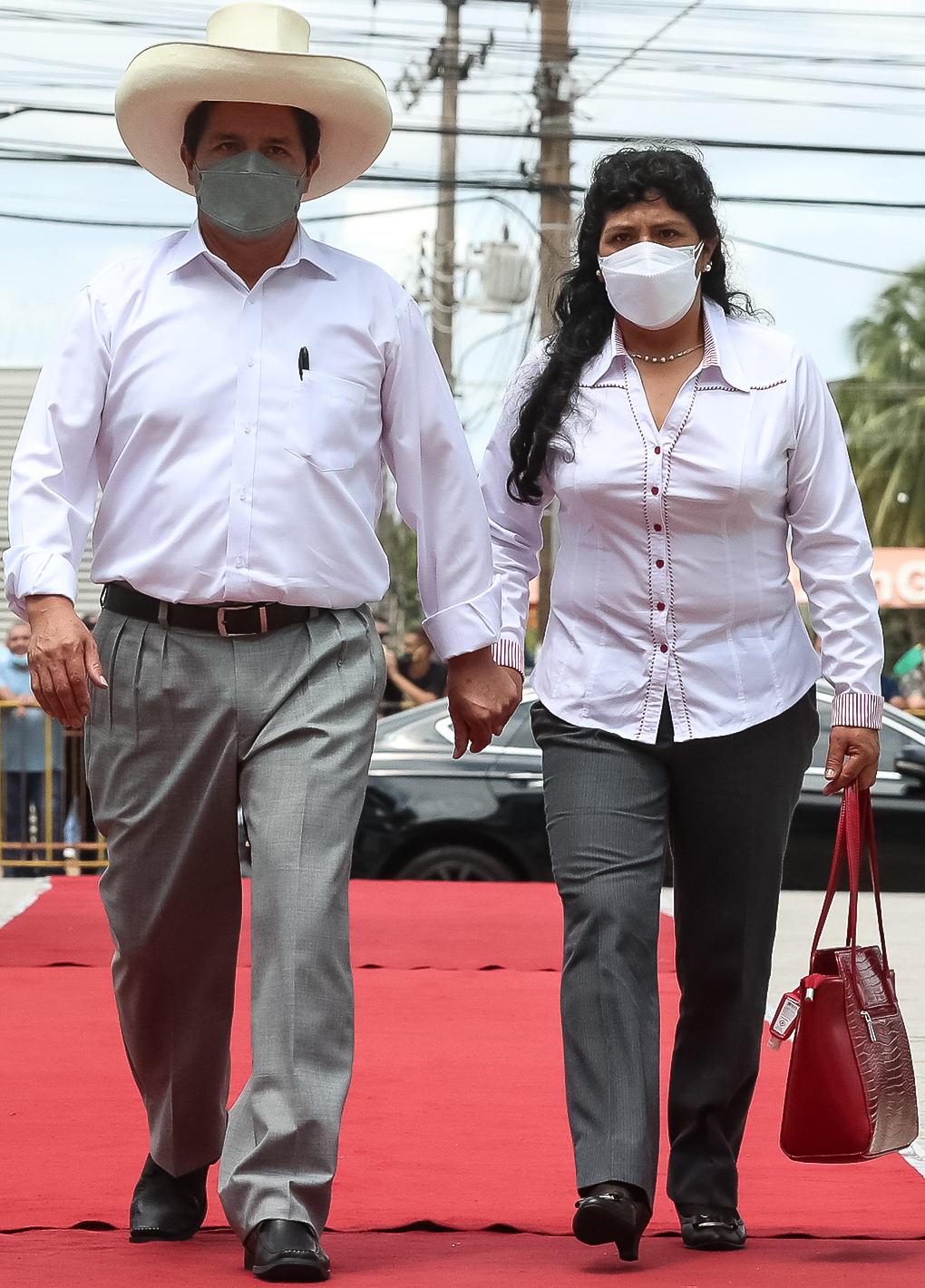
Lilia Paredes acompañando a Pedro Castillo en un viaje presidencial.

Contrajo matrimonio en el año 2000 con el maestro rural José Pedro Castillo Terrones, su pareja desde la adolescencia y con quien tiene dos hijos naturales, Arnold y Alondra, y una putativa, Yénifer, quien es su hermana menor. Pero que al morir su madre, fue criada como una hija más por la pareja.
Pertenece a la Iglesia Cristiana del Nazareno, una congregación evangélica.
Antes de asumir el cargo de primera dama y trasladarse a Lima, residió en el pueblo de Chugur, en el distrito de Anguía.
En diciembre del 2022, tras la detención de su esposo, el expresidente Pedro Castillo y las investigaciones que el Ministerio Público lleva contra ella y contra varios de sus familiares más cercanos, decide pedir asilo político a México junto con sus dos menores hijos, el cual le fue concedido.
Reapareció públicamente en 2024, durante la ceremonia de toma de posesión de Claudia Sheinbaum, en la que no estuvo presente la exvicepresidenta de Castillo y ahora presidenta de Perú, Dina Boluarte. Además, reveló a la prensa alternativa que trabaja en México y se comunica con Pedro Castillo a distancia.

## Controversia judicial
En octubre de 2022, el Poder Judicial dictó 36 meses de comparecencia con restricciones tras ser investigada por presuntos actos de corrupción durante el gobierno de Castillo. Debido a la solicitud de asilo político, la Corte Superior Nacional de Justicia anuló su comparecencia en todos sus extremos.